# Nacionalni park Plitvička jezera
Nacionalni park Plitvička jezera este o arie protejată (sit de importanță comunitară — SCI) din Croația întinsă pe o suprafață de 29.797,14 ha, integral pe uscat.

## Localizare
Centrul sitului Nacionalni park Plitvička jezera este situat la coordonatele 44°51′12″N 15°35′04″E / 44.853263°N 15.584575°E.

## Înființare
Situl Nacionalni park Plitvička jezera a fost declarat sit de importanță comunitară în iulie 2013 pentru a proteja 8 specii de plante și 22 de specii de animale.

## Biodiversitate
Situată în ecoregiunea alpină, aria protejată conține 20 de habitate naturale: Pajiști uscate europene, Formațiuni ierboase bogate în specii de Nardus, dezvoltate pe substraturi silicioase în zone montane (și în zone submontane, în Europa continentală), Pajiști cu Molinia pe soluri calcaroase, turboase sau argilos-nămoloase (Molinion caeruleae), Pajiști uscate seminaturale și facies de acoperire cu tufișuri pe substraturi calcaroase (Festuco-Brometalia) (* situri importante pentru orhidee), Păduri ilirice de Fagus sylvatica (Aremonio-Fagion), Păduri acidofile de Picea de la nivel montan la nivel alpin (Vaccinio-Piceetea), Păduri de pin scoțian din Dolomiții dinarici (Genisto januensis-Pinetum), Peșteri inaccesibile publicului, Mlaștini alcaline, Păduri pe pante, grohotișuri și ravene de Tilio-Acerion, Mlaștini turboase de tranziție și turbării mișcătoare, Formațiuni de Juniperus communis pe lande sau pajiști calcaroase, Ape puternic oligomezotrofe cu vegetație bentonică cu Chara spp., Cursuri de apă de la nivel de câmpie la nivel montan, cu vegetație Ranunculion fluitantis și Callitricho-Batrachion, Liziere de ierburi înalte hidrofile de câmpie și de nivel montan până la alpin, Păduri ilirice de stejar și carpen (Erythronio-Carpinion), Păduri aluvionare cu Alnus glutinosa și Fraxinus excelsior (Alno-Padion, Alnion incanae, Salicion albae), Cascade cu formare de travertin ale râurilor carstice din Alpii Dinarici, Pante stâncoase calcaroase cu vegetație casmofită, Păduri panonice-balcanice de stejar turcesc - stejar sesil.
La baza desemnării sitului se află mai multe specii protejate:
- plante (8): Apium repens, Buxbaumia viridis, papucul doamnei (Cypripedium calceolus), mușchi (Dicranum viride), Hamatocaulis vernicosus, curechi de munte (Ligularia sibirica), Mannia triandra, Scilla litardierei
- mamifere (13): liliac cârn (Barbastella barbastellus), lupul (Canis lupus), vidră de râu (Lutra lutra), râs eurasiatic (Lynx lynx), liliac cu aripi lungi (Miniopterus schreibersii), liliac cu urechi mari (Myotis bechsteinii), liliac cu urechi de șoarece (Myotis blythii), liliac cu picioare lungi (Myotis capaccinii), liliac comun (Myotis myotis), liliacul mediteranean cu potcoavă (Rhinolophus euryale), liliacul mare cu potcoavă (Rhinolophus ferrumequinum), liliacul mic cu potcoavă (Rhinolophus hipposideros), urs brun (Ursus arctos)
- nevertebrate (7): Austropotamobius torrentium, Coenagrion ornatum, fluturele auriu (Euphydryas aurinia), Euplagia quadripunctaria, croitorul cenușiu al stejarului (Morimus funereus), Osmoderma barnabita, Rosalia alpina
- pești (2): Cobitis bilineata, Sabanejewia larvata

Pe lângă speciile protejate, pe teritoriul sitului au mai fost identificate 43 de specii de plante, 1 specie de mamifere, 5 specii de nevertebrate.